# Кабирдхам
Кабирдхам (англ. Kabirdham), прежнее название — Кавардха (англ. Kawardha) — округ в индийском штате Чхаттисгарх. Образован 6 июля 1998 года из части территории округа Биласпур. Административный центр — город Кавардха. Площадь округа — 4223 км². По данным всеиндийской переписи 2001 года население округа составляло 584 552 человека. Уровень грамотности взрослого населения составлял 55,2 %, что немного ниже среднеиндийского уровня (59,5 %). Доля городского населения составляла 7,7 %.